# Staatsverschuldung der Entwicklungsländer
Die Staatsverschuldung der Entwicklungsländer unterscheidet sich von der Staatsverschuldung entwickelter Volkswirtschaften in mehreren Kategorien: Die öffentlichen Schulden sind oft höher als in Industrieländern und sie sind überwiegend in ausländischer Währung (zumeist US-Dollar) denominiert. Darüber hinaus treten in unterentwickelten und sich entwickelnden Volkswirtschaften weit häufiger Staatsbankrotte auf.

## Gründe für die hohe Verschuldung
Die Verschuldung entwickelter Volkswirtschaften lässt sich mit öffentlichen Ausgaben, die die Einnahmen übersteigen, begründen. In Entwicklungsländern hingegen bestehen im Einzelnen folgende Gründe für eine staatliche Verschuldung:
So ist die Staatsverschuldung vieler Entwicklungsländer traditionell wegen deren umfangreichen Investitionen in die exportorientierten Branchen Agrarwirtschaft und Rohstoffabbau hoch. Begründet werden diese Staatsausgaben oft mit dem komparativen Kostenvorteil, den diese Länder in besagten Bereichen gegenüber globalen Konkurrenten erreichen wollen. Anders als erhofft führten diese Investitionen jedoch vor allem in den 1970er und 1980er Jahren nicht zu einem Anwachsen der Exporteinnahmen. Vielmehr führte der zunehmende internationale Wettbewerb unter den Rohstoff exportierenden Ländern in vielen Branchen zu einem Verfall der Weltmarktpreise. Zeitgleich mussten für die aufgenommenen Kredite infolge der beiden Ölkrisen hohe Zinszahlungen aufgewendet werden, so dass eine Rentabilität der Ausgaben oft nicht gegeben war.
Des Weiteren leiden viele Entwicklungsländer nach Ansicht der meisten Ökonomen unter einer nicht effizienten Kreditvergabe. Die ökonomische Theorie geht davon aus, dass Kapitalgeber ihr Kapital gerade dort anlegen, wo es die höchste Rendite bringt; diese Vermutung bewahrheitet sich in den meisten Entwicklungsländern jedoch nicht. So führen unausgebildete Finanzmärkte, Korruption, Fehlplanungen und staatlicher Interventionismus in vielen Fällen zu einer nicht effizienten Verwendung des aufgenommenen Kapitals. Demzufolge ist eine Erwirtschaftung der Zinsen (die aufgrund des generellen Entwicklungsland-Aufschlags ohnehin höher sind als in entwickelten Volkswirtschaften) oft nicht möglich. Dies führt zu einer erneuten Kreditaufnahme und damit zu einem weiter wachsenden Schuldenstand.
Ein Problem besteht auch in der häufigen Ausstellung (Denominierung) von Krediten in anderen Währungen, insbesondere in US-Dollar. Während beispielsweise eine Staatsverschuldung Deutschlands in fremder Währung bis vor kurzem verboten war, bleibt vielen Entwicklungsländern aufgrund des Gläubigerdrucks nichts anderes übrig, als ihre Kredite in Dollar zu denominieren. Damit wollen die Gläubiger dem zusätzlichen Risiko einer Währungsabwertung entgehen. Für die Kredit nehmenden Entwicklungsländer hingegen bedeutet dies, dass eine Abwertung der eigenen Währung gleichbedeutend ist mit einem starken Anwachsen der Schulden (ausgedrückt in inländischer Währung).
Ein weiteres Problem besteht in der oft zu niedrigen Sparquote der Entwicklungsländer. Aufgrund dessen können Investitionen oft nur durch den Zufluss ausländischen Kapitals finanziert werden.

## Liste der externen Schulden ausgewählter Staaten nach Gläubigern (2003)
Zur Auszahlung gelangte offene Fremdwährungskredite an ausländische Gläubiger (Stand: Ende 2003, für Äthiopien, Benin, Mali, Mosambik: Ende 2002).
Legende:
- %BIP: Auslandsschulden in Prozent des Bruttoinlandsprodukts
- p. E.: pro Einwohner

Internationale Bank für Wiederaufbau und Entwicklung und IDA sind Teilorganisationen der Weltbankgruppe; AFDB und ADF sind Teilorganisationen der Afrikanischen Entwicklungsbankgruppe; IWF: Internationaler Währungsfonds
leeres Feld: entspricht Null; grünes Feld: diese Schulden werden erlassen (s. u.)
| Externe Schulden | Externe Schulden | Externe Schulden | Externe Schulden | Anteil an Gesamtschulden in % | Anteil an Gesamtschulden in % | Anteil an Gesamtschulden in % | Anteil an Gesamtschulden in % | Anteil an Gesamtschulden in % | Anteil an Gesamtschulden in % | Anteil an Gesamtschulden in % | Anteil an Gesamtschulden in % | Anteil an Gesamtschulden in % |
| Land             | Mio. US$ gesamt  | %BIP             | US$ p. E.*       | Weltbank                      | Weltbank                      | IWF                           | AFDB-Gruppe                   | AFDB-Gruppe                   | multilateral                  | bilateral                     | privat1                       | kurzfristig fällig1 2         |
| Land             | Mio. US$ gesamt  | %BIP             | US$ p. E.*       | IBRD                          | IDA                           | IWF                           | ADB                           | ADF                           | multilateral                  | bilateral                     | privat1                       | kurzfristig fällig1 2         |
| ---------------- | ---------------- | ---------------- | ---------------- | ----------------------------- | ----------------------------- | ----------------------------- | ----------------------------- | ----------------------------- | ----------------------------- | ----------------------------- | ----------------------------- | ----------------------------- |
| Äthiopien        | 6522             | 107,6            | 95               |                               | 42                            | 2                             | 2                             | 11                            | 3                             | 35                            | 2                             | 1                             |
| Benin            | 1843             | 68,4             | 270              |                               | 35                            | 4                             |                               | 1                             | 25                            | 29                            |                               | 4                             |
| Bolivien         | 4739             | 59,1             | 535              |                               | 29                            | 4                             |                               |                               | 40                            | 4                             | 16                            | 8                             |
| Burkina Faso     | 1845             | 44,1             | 155              |                               | 47                            | 7                             |                               | 2                             | 32                            | 10                            |                               | 4                             |
| Ghana            | 7926             | 103,5            | 395              |                               | 50                            | 6                             | 1                             | 5*                            | 3*                            | 19                            | 7                             | 9                             |
| Guyana           | 1447             | 195,2            | 1875             |                               | 16                            | 7                             |                               |                               | 38                            | 27                            | 4                             | 9                             |
| Honduras         | 5598             | 80,2             | 790              | 2                             | 20                            | 3                             |                               |                               | 30                            | 27                            | 4                             | 9                             |
| Madagaskar       | 4590             | 83,8             | 270              |                               | 39                            | 4                             |                               | 6*                            | 0*                            | 44                            | 2                             | 5                             |
| Mali             | 2834             | 84,8             | 245              |                               | 40                            | 6                             |                               | 14                            | 8                             | 27                            |                               | 5                             |
| Mauretanien      | 2362             | 209,5            | 860              |                               | 27                            | 4                             | 2*                            | 9*                            | 18*                           | 32                            |                               | 7                             |
| Mosambik3        | 4756             | 132,2            | 255              |                               | 21*                           | 4*                            |                               | 8*                            | 3*                            | 22*                           | 32*                           | 11*                           |
| Nicaragua        | 6829             | 166,2            | 1225             |                               | 15                            | 3                             |                               |                               | 27                            | 41                            | 7                             | 8                             |
| Niger            | 1797             | 82,8             | 155              |                               | 48                            | 6                             |                               | 9                             | 11                            | 21                            | 3                             | 2                             |
| Ruanda           | 1540             | 91,5             | 180              |                               | 59                            | 6                             |                               | 15*                           | 8*                            | 10                            |                               | 2                             |
| Sambia           | 5969             | 161,5            | 580              |                               | 36                            | 17                            | 1                             | 4                             | 4                             | 33                            | 2                             | 2                             |
| Senegal          | 4167             | 64,1             | 410              |                               | 43                            | 6                             | 2*                            | 6*                            | 8*                            | 29                            | 1                             | 4                             |
| Tansania         | 7502             | 74,0             | 205              |                               | 46                            | 6                             |                               | 7*                            | 3*                            | 25                            | 1                             | 11                            |
| Uganda           | 3938             | 62,5             | 150              |                               | 52                            | 5                             |                               | 10                            | 27                            | 5                             | 1                             |                               |
| Indien4          | 115.277          | 19,2             | 105              | 4                             | 19                            |                               |                               |                               | 3                             | 19                            | 51                            | 4                             |

Anmerkungen
* Schätzung
1 In diesen Zahlen sind auch private Schuldner enthalten.
2 umfasst Kredite mit einer ursprünglichen Laufzeit von bis zu einem Jahr sowie überfällige Kredite
3 widersprüchliche Angaben der Quelle (Weltbank)
4 nicht vom Schuldenerlass (siehe unten) betroffen

## Schuldenerlasse durch den Internationalen Währungsfonds
Im Gegensatz zu früheren Meldungen wurde am 22. Dezember 2005 bekanntgegeben, dass der Internationale Währungsfonds (IWF) 19 der 20 ärmsten Länder der Welt zum 1. Januar deren gesamte Schulden bei der Finanzorganisation erlassen wird. Das beschlossen die Exekutivdirektoren des IWF in Washington. Der Erlass umfasst 3,3 Milliarden Dollar.
Wie am 11. Juni 2005 bekannt wurde, haben sich die Finanzminister der sieben führenden Industriestaaten und Russlands (G8) bei ihrem Treffen in London auf einen Schuldenerlass für die ärmsten Länder der Welt geeinigt.
Es sollen 18 Staaten umgehend sämtliche Schulden bei IDA, IWF, und ADF gestrichen werden:
Äthiopien, Bolivien, Ghana, Guyana, Honduras, Madagaskar, Mauretanien, Mosambik, Nicaragua, Ruanda, Sambia, Tansania und Uganda, sowie den an den Euro gebundenen CFA-Staaten Benin, Burkina Faso, Mali, Niger und Senegal, sollten Schulden in Höhe von mehr als 40 Milliarden US-Dollar sofort erlassen werden. Diese Länder haben den Abschlusspunkt (completion point) der HIPC (Heavily Indebted Poor Country, dt. Hochverschuldete Entwicklungsländer)-Initiative erreicht.
Wahrscheinlich konnten sich (12 bis 18 Monate später) neun weitere Staaten für eine solche Schuldenstreichung qualifizieren:
die Demokratische Republik Kongo, Gambia, Guinea, Malawi, São Tomé und Príncipe, Sierra Leone und Guinea-Bissau, sowie die an den Euro gebundenen CFA-Staaten Kamerun und Tschad.
Dies soll den vorhin genannten Betrag auf etwa 48 Mrd. US-Dollar erhöhen. Diese Staaten haben den Entscheidungspunkt (decision point) der HIPC-Initiative erreicht und befanden sich in einer Zwischenphase (interim period). Vorläufig sind deren Schuldendienste bei IDA und IWF (ADF?) ausgesetzt.
Elf Staaten könnten sich in weiterer Zukunft qualifizieren:
Burundi, Laos, Liberia, Myanmar (Burma), Somalia, der Sudan, sowie die an den Euro gebundenen CFA-Staaten Elfenbeinküste (Côte d’Ivoire), die Komoren, die Republik Kongo, Togo und die Zentralafrikanische Republik.
Dies entspräche etwa weiteren sieben Milliarden US-Dollar.

## Chinas Kreditvergabepraxis
Die Volksrepublik China ist bemüht, bei Kreditvergaben den Status eines bevorrechtigten Gläubigers vertraglich zu sichern. Die Kreditnehmer werden möglichst dazu verpflichtet, die chinesischen Forderungen vor den anderen Gläubigern geheim zu halten und China aus koordinierten Umschuldungsverhandlungen herauszuhalten.

## Öffentliche Rezeption
Weltweit setzt sich eine Vielzahl von Organisationen und Bündnissen unter dem Titel Cancel the Debt (deutsch: „Streicht die Schulden“) für einen vollständigen Schuldenerlass des Globalen Südens ein, unter anderem um den Ländern notwendige Investitionen zu Kampf gegen Folgen der globalen Erwärmung zu ermöglichen. Im Zuge von Klimagerechtigkeit und Vermögensungleichheit wird auch darauf verwiesen, dass allein die jährlichen Wartungskosten von Superyachten die geforderte Entschuldung ermöglichen könnte.